# Valtteri Jokinen
Valtteri Jokinen (12 de fevereiro de 1983 - Oulu) é um judoca finlandês que participou das Olimpíadas de 2012 na categoria até 60 kg. Perdeu nas oitavas de final para Choi Gwang-hyeon, não alcançando nenhuma medalha nesta competição.